# Nasser Nouraei
Nasser Nouraei (en persa: ناصر نورایی‎; n. 16 de junio de 1954) es un exfutbolista iraní que jugaba en la demarcación de delantero.

## Biografía
Debutó como futbolista en 1975 con el Homa FC. Con el club alcanzó la tercera posición en la Copa Takht Jamshid en 1975, la máxima categoría del fútbol iraní en los años setenta. Un año después consiguió la segunda posición junto a futbolistas como Hassan Nayebagha, Sahameddin Mirfakhraei, Ali Reza Khorshidi y Alireza Azizi, siendo además el máximo goleador de la Liga Iraní con 18 goles marcados. Posteriormente en 1981 fichó por el Persepolis FC, con quien jugó hasta 1984, año en el que se retiró como futbolista.

## Selección de nacional
Jugó un total de diez partidos con la selección de fútbol de Irán. Además disputó con la selección la Copa Mundial de Fútbol de 1978 celebrada en Argentina, así como los Juegos Olímpicos de Montreal 1976. Ganó la Copa Asiática 1976 al ganar en la final a Kuwait, siendo el máximo goleador del campeonato junto a Gholam Hossein Mazloumi y Fathi Kamel con tres goles.

## Clubes
| Club          | País | Año         |
| ------------- | ---- | ----------- |
| Homa FC       | Irán | 1975 - 1981 |
| Persepolis FC | Irán | 1981 - 1984 |

## Palmarés

### Distinciones individuales
| Título                           | Club                        | País | Año  |
| -------------------------------- | --------------------------- | ---- | ---- |
| Copa Asiática                    | Selección de fútbol de Irán | Irán | 1976 |
| Máximo goleador de la Liga Iraní | Homa FC                     | Irán | 1976 |